# Peter Weber (Schriftsteller)
Peter Weber (* 22. April 1968 in Wattwil, Schweiz) ist ein Schweizer Schriftsteller und Musiker.

## Leben
Peter Weber lebte nach seiner Schulzeit mehrere Jahre in Zürich. Hier arbeitete er in mehreren Projekten mit Musikern aus verschiedenen Bereichen, u. a. Bahnhofsprosa live mit Denis Aebli (Schlagzeug, Elektronik, Vox theremin), Singende Eisen, Spangen und Gleise mit den vier dichtenden Maultrommlern (Bodo Hell, Michel Mettler, Anton Bruhin, Peter Weber) zusammen. Er hatte zudem Auftritte mit dem improvisierenden Streichquartett «Die Firma» aus Zürich und Bern. 1993 erschien sein erster Roman Der Wettermacher.

## Auszeichnungen
- 1993: Literaturpreis der Jürgen Ponto-Stiftung
- 1994: Förderpreis der Freien Hansestadt Bremen
- 2000: Einzelwerkspreis der Schweizerischen Schillerstiftung für Silber und Salbader
- 2000: Förderpreis der St. Gallischen Kulturstiftung
- 2002: Kulturelle Auszeichnung des Kantons Zürich (Werkjahr)
- 2004: Stadtschreiber von Bergen-Enkheim
- 2007: Solothurner Literaturpreis
- 2008: Schillerpreis der Zürcher Kantonalbank für Die melodielosen Jahre
- 2008: Alemannischer Literaturpreis für Die melodielosen Jahre[1]
- 2012/2013: Stipendium des Internationalen Künstlerhauses Villa Concordia Bamberg[2]

## Werke

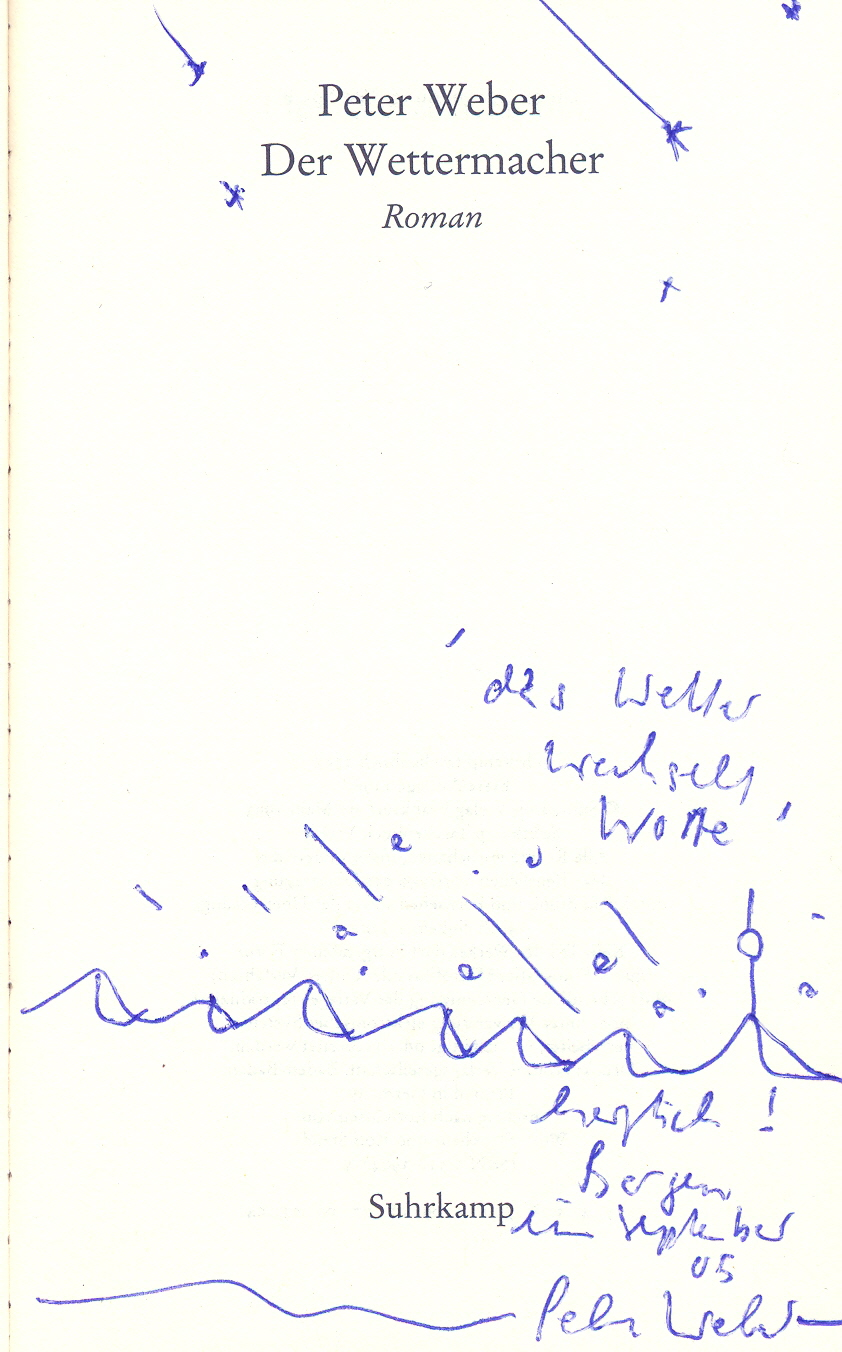
Autograph

### Prosa
- Der Wettermacher. Roman. Suhrkamp, Frankfurt am Main 1993
- Silber und Salbader. Roman. Suhrkamp, Frankfurt am Main 1999
- Bahnhofsprosa. Miniaturen. Suhrkamp, Frankfurt am Main 2002
- Die melodielosen Jahre. Roman. Suhrkamp, Frankfurt am Main 2007

### Essays
- Die Welt der Synästhesien / Synaesthetic Worlds (zu Peter Mettlers Gambling, Gods & LSD, 2002).
- Ranken, Phrasen, blaue Blüten: Alles entwächst dem Unterholz. Linernotes zu Lucas Niggli: Big Zoom, Big Baal, Intakt CD 083, 2002.
- Zwischen den Pilzfäden / In among the mushroom threads. In: Konrad Bitterli (Hrsg.): The Great Unknown. Andres Lutz, Anders Guggisberg. Verlag für moderne Kunst, Nürnberg 2002, S. 14–16.
- Wie Roman Signer die Lachse in die Ostschweiz lockte. Eine Fantasie. In: Beat Wismer, Stephan Kunz, Sibylle Omlin (Hrsg.): Muscheln und Blumen. Literarische Texte zu Werken der Kunst. Zürich 2003, S. 341–345.
- Die Schweiz ist eine Stadt, die deutsche Sprache ein Geschehen. In: BELLA triste. Nr. 6, 2003.
- Aus dem Toggenburg nach Berlin Alexanderplatz. Ein Spracherweckungserlebnis mit Alfred Döblin und seine späten Folgen (Antrittsrede zum Stadtschreiberamt in Bergen-Enkheim, 3. September 2004). In: Neue Zürcher Zeitung. 27. September 2004.